# Krzysztof Wojtyczek
Krzysztof Mariusz Wojtyczek (ur. 19 lutego 1968 w Krakowie) – polski prawnik, specjalista w dziedzinie prawa konstytucyjnego, profesor nauk prawnych. W latach 2012–2024 sędzia Europejskiego Trybunału Praw Człowieka.

## Życiorys
W 1991 ukończył studia na Wydziale Prawa i Administracji Uniwersytetu Jagiellońskiego. W 1998 uzyskał stopień naukowy doktora na podstawie napisanej pod kierunkiem Pawła Sarneckiego dysertacji Granice ingerencji ustawodawczej w sferę praw człowieka w Konstytucji RP z dnia 2 kwietnia 1997 r. W 2009 stopień doktora habilitowanego. 4 marca 2015 prezydent RP nadał mu tytuł naukowy profesora nauk prawnych.
Zatrudniony na Uniwersytecie Jagiellońskim, obecnie na stanowisku profesora. Od 2000 pełnił funkcję pełnomocnika Dziekana do spraw Szkoły Prawa Francuskiego, a od 2010 także dyrektora Ośrodka Koordynacyjnego Szkół Praw Obcych na Uniwersytecie Jagiellońskim. Od 2006 jest członkiem Europejskiej Rady Naukowej. Należy do Polskiego Towarzystwa Prawa Konstytucyjnego, Association française de droit constitutionnel, Societas Humboldtiana Polonorum, Stowarzyszenia Henri Capitant Przyjaciół Francuskiej Kultury Prawnej oraz European Law Institute.
Był stypendystą amerykańskiego programu Fulbrighta oraz niemieckiej Fundacji im. A. von Humboldta. Prowadził wykłady jako profesor wizytujący na różnych uniwersytetach zagranicznych. W latach 1998–2012 był zatrudniony w Biurze Trybunału Konstytucyjnego.
27 czerwca 2012 Zgromadzenie Parlamentarne Rady Europy wybrało go na urząd sędziego Europejskiego Trybunału Praw Człowieka. Swoją dziewięcioletnią kadencję na tym stanowisku rozpoczął w listopadzie 2012. 1 listopada 2021 z mocy Konwencji Europejskiej jego kadencja została automatycznie przedłużona do czasu objęcia funkcji przez nowego polskiego sędziego, co nastąpiło 16 grudnia 2024, kiedy został zastąpiony przez Annę Adamską-Gallant. W wyroku z 6 lipca 2023 dotyczącym skargi sędziego Igora Tulei przeciwko Polsce sędziowie ETPC orzekli, że Polska naruszyła prawo do rzetelnego procesu wobec Tuleyi. Wojtyczek wyraził jako jedyny sędzia częściowo odrębną opinię w tej sprawie. 

## Wybrane publikacje
- Granice ingerencji ustawodawczej w sferę praw człowieka w Konstytucji RP, Zakamycze, Kraków 1999, ISBN 83-88114-09-3.
- Prawo Francuskie (wydawnictwo dwutomowe, wspólnie z A. Machowską), Zakamycze, Kraków 2004–2005.
- Przekazywanie kompetencji państwa organizacjom międzynarodowym. Wybrane zagadnienia prawnokonstytucyjne, Wydawnictwo Uniwersytetu Jagiellońskiego, Kraków 2007, ISBN 978-83-233-2411-9.